# Episodi di Z Cars (undicesima stagione)
L'undicesima stagione della serie televisiva Z Cars è stata trasmessa in anteprima nel Regno Unito dalla BBC One tra il 5 aprile e il 5 luglio 1977.
| nº | Titolo originale             | Titolo italiano | Prima TV UK    | Prima TV Italia |
| -- | ---------------------------- | --------------- | -------------- | --------------- |
| 1  | The Man Who Killed Songbirds |                 | 5 aprile 1977  |                 |
| 2  | Rage                         |                 | 12 aprile 1977 |                 |
| 3  | Guilt                        |                 | 19 aprile 1977 |                 |
| 4  | Transit                      |                 | 26 aprile 1977 |                 |
| 5  | Error of Judgement           |                 | 3 maggio 1977  |                 |
| 6  | Scavengers                   |                 | 10 maggio 1977 |                 |
| 7  | The Fall of Wiskers Castle   |                 | 17 maggio 1977 |                 |
| 8  | Rip Off                      |                 | 24 maggio 1977 |                 |
| 9  | Quarry                       |                 | 31 maggio 1977 |                 |
| 10 | Attack                       |                 | 14 giugno 1977 |                 |
| 11 | Skeletons                    |                 | 21 giugno 1977 |                 |
| 12 | Domestic                     |                 | 28 giugno 1977 |                 |
| 13 | Juvenile                     |                 | 5 luglio 1977  |                 |